# Lorenzo Riva

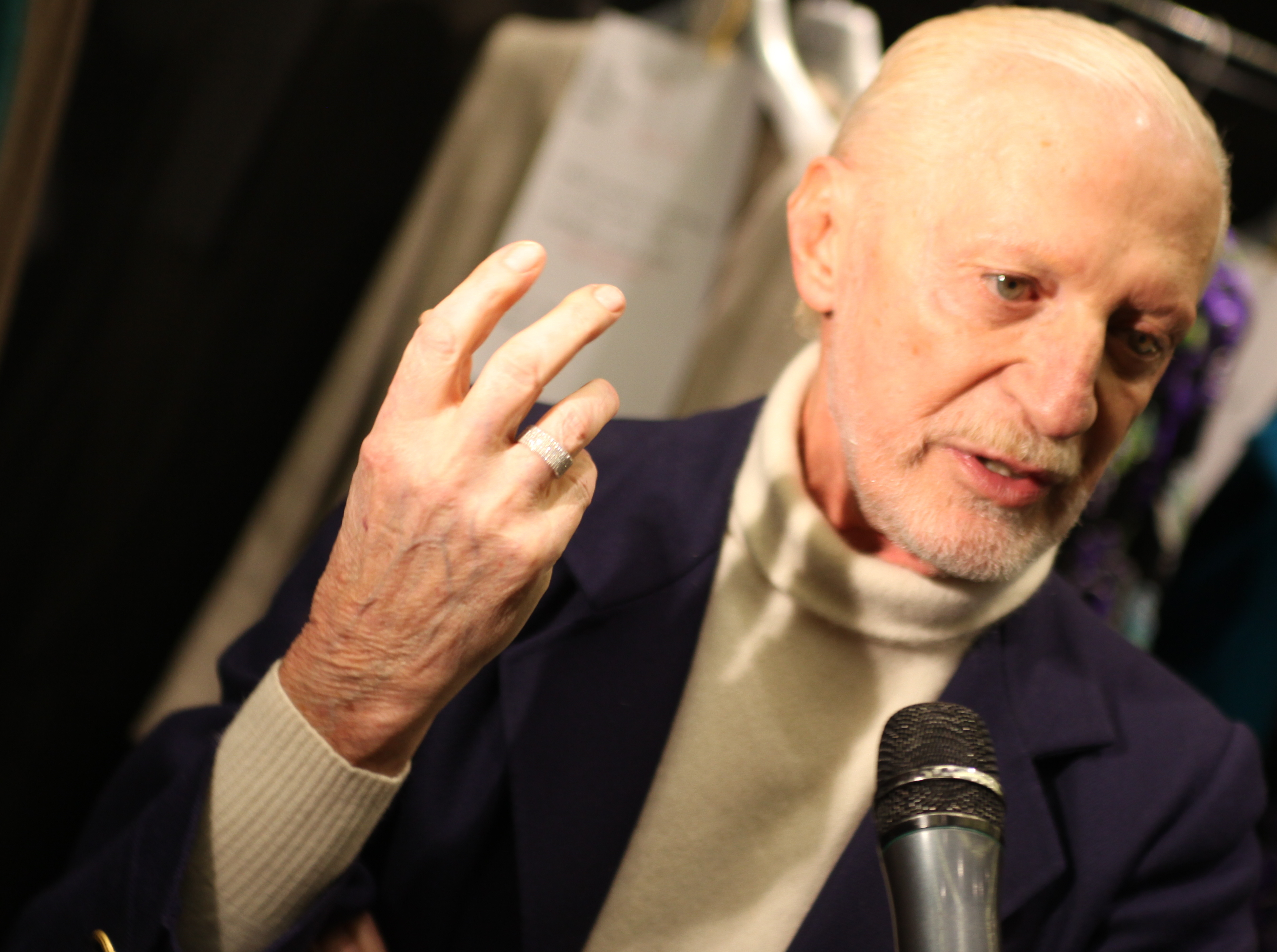
Lorenzo Riva (2010)

Lorenzo Riva (* 3. Oktober 1938 in Monza; † 16. Dezember 2023 ebenda) war ein italienischer Modedesigner der Haute Couture.

## Leben
Lorenzo Riva besuchte die Grundschule und die Mittelschule in seiner Heimatstadt Monza, bevor er auf ein Schweizer Internat ging. Im Alter von 18 Jahren eröffnete er sein erstes Atelier in Monza. Er engagierte seine Mutter, ein ehemaliges Mannequin, und seine drei Schwestern als Modelle für seine ersten Kreationen. 1972 folgte das Debüt auf dem Laufsteg im Palazzo Pitti in Florenz, was der Beginn seines internationalen Aufstiegs war. Er arbeitete mit dem Modeunternehmen Balenciaga zusammen und wurde dessen künstlerischer Leiter Anfang der 1980er Jahre. 1984 kehrte er nach Italien zurück, um gemeinsam mit Luigi Valietti zwei neue Ateliers zu eröffnen. 1991 gab er sein Debüt auf den Haute-Couture-Laufstegen in Rom und 1995 zeigte er seine erste Prêt-à-porter-Linie auf den Mailänder Laufstegen. Es folgten regelmäßige Präsentationen auf der AltaRoma.
Im Laufe der Jahre hat er Kleider für zahlreiche Prominente aus dem Jetset und dem Showbusiness wie Isabella Rossellini, Penélope Cruz, Emmanuelle Seigner, Carmen Maura, Lana Marks, Whitney Houston, Jerry Hall, Chiara Mastroianni, Ivana Trump, Mafalda d’Aosta, Martina Stella und Manuela Arcuri entworfen. Lorenzo Riva wurde insbesondere mit Hochzeitskleidern bekannt und wurde das „unbestrittene Symbol und Synonym für die Traumwelt der Hochzeitskleider“ (Zitat Giuliana Parabiago). 2012 verkaufte er seine Marke an die italienische Holdinggesellschaft HdC und Antonio Rosati, war aber weiterhin als Kreativdirektor tätig. 2015 wurde Lorenzo Riva & Company s.r.l. aufgelöst. Zwei Jahre später gründete er L’Or by Lorenzo Riva.
Im Balenciaga-Museum in Getaria wurde 2023 die Ausstellung „Disegni dalla Maison Balenciaga (1943–1964). La collezione Riva. Archivio Storico dei Paesi Baschi.“ eröffnet mit seinen Skizzen aus einer völlig unveröffentlichten Sammlung von über 9000 Zeichnungen aus seiner Zeit als künstlerischer Leiter des Maison Balenciaga in Paris.